# دولت بریتانیا
دولت اعلی‌حضرت (یا دولت علیاحضرت وقتی که فرمانروا زن است)، که به عنوان دولت بریتانیا یا دولت پادشاهی متحد رایج است، حکومت مرکزی پادشاهی متحد بریتانیای کبیر و ایرلند شمالی است. این دولت را یک نخست‌وزیر رهبری می‌کند.
طبق قانون اساسی پادشاهی متحد قوه مجریه در دست فرمانروا ست ولی این اقتدار تنها از سوی نخست‌وزیر و کابینه یا با مشورت آنان اعمال می‌شود. اعضای کابینه به عنوان اعضای شورای خصوصی به فرمانروا مشاوره می‌دهند. دولت فعلی حاکم بر بریتانیا توسط کی‌یر استارمر (نخست‌وزیر) رهبری می‌شود.